# Bersarin Quartett
Bersarin Quartett是德國的一支電子音樂樂團，由湯瑪斯·布克一人組成。

## 簡介

### 樂團簡史
湯瑪斯·布克定點於北萊因-西發里亞邦明斯特市，並在2006年開始以Bersarin Quartett的名義出現於Aerotone唱片公司發行的Electronica Unplugged系列的專輯中。2008年，Bersarin Quartett推出首張專輯。

## 音樂作品

### 專輯
- 2008年 - Bersarin Quartett
- 2012年 - II
- 2015年 - III

### 合輯
- 2006年 - St. Petersburg，收錄於Electronica Unplugged 1
- 2007年 - Es kann nicht ewig Winter sein，收錄於Electronica Unplugged 2